# Неђо Шиповац
Недељко Неђо Шиповац (Мостар, 12. март 1938 — Београд, 20. новембар 2010) био је српски књижевник, романсијер, есејиста, књижевни критичар, пјесник и члан Академије наука и умјетности Републике Српске. Не треба га мешати са политичарем Недељком Шиповцем, који је био председник Председништва Покрајинског комитета СК Војводине након рушења аутономашког руководства 1988. године.

## Биографија
Рођен је 1938. у Мостару. Дипломирао је у Сарајеву 1962. године. Од средине 1992. боравио је у избјегличком хотелу „Кикинда“ на Палама када је добио задатак да оснује Националну библиотеку Републике Српске. Од 1992. је био уредник новинске агенције СРНА и директор Националне библиотеке Републике Српске у Српском Сарајеву. Био је члан Друштва библиотекара Републике Српске и Удружења књижевника Српске. Дописни члан Академије наука и умјетности Републике Српске је постао 27. јуна 1997, а редовни 2008. године. Преминуо је у Београду 20. новембра 2010, гдје је и сахрањен на Новом гробљу.

## Легат Неђе Шиповца
У Матичној библиотеци Источно Сарајево 26. јуна 2012. отворен је легат посвећен Неђи Шиповцу. Први дио легата достављен је у Матичну библиотеку 2000. а други дио је уступила породица Шиповац 2011. Легат садржи укупно 2.000 књижних јединица, 37 фасцикли документарне грађе, говора, позивница, биографија, као и грађе о стварању Републике Српске и њених институција културе у чему је Шиповац учествовао.

## Признања
- Награда Шантићев шешир и штап, Невесиње 2006.

## Дјела (библиографија)
- Поклоници вожда Карађорђа, Завод за уџбенике и наставна средства Републике Српске, Српско Сарајево (2005)
- Јеврејка Бехара; сарајевска легенда, Трагови, (2010)
- Рат 1992-96: Преиспитивања (+ 9 наслова)
- Прољеће на југу 1941.
- Љето на гори 1941.
- Бискупов дневник 1941.
- Херцеговина које има и нема
- Несрећни писци Крајине и Херцеговине, Академија наука и умјетности Републике Српске, Бањалука
- Знакови поред магистралног пута, Народна библиотека Србије, Београд, (2000)
- Перо Зубац у завичају поезије
- Христос у Херцеговини, Завод за уџбенике и наставна средства Републике Србије, Београд, (2000)
- Невесиње славно, Глас Српски, Бањалука (2003)
- Тајне и страхови Иве Андрића, Нова Европа, Београд, (2007)
- Протојереј-ставрофор Радислав Вукомановић 1908–2004, Гацко, (2002)
- Молитвени архетип вјере у дубини пјесме
- Зовем се загонетка: Све љубави Иве Андрића, постхумно објављено, Источно Сарајево 2012.[1]